# 東京臨海高速鉄道70-000形電車
東京臨海高速鉄道70-000形電車（とうきょうりんかいこうそくてつどう70-000がたでんしゃ）は、東京臨海高速鉄道の直流通勤形電車。臨海副都心線（りんかい線）用の車両として開業前の1995年に登場し、2004年までに86両が川崎重工業で製造された。ただし6両は2004年に東日本旅客鉄道（JR東日本）に譲渡されており、全車が同時に在籍した実績はない。
東京臨海高速鉄道での公式呼称は「ななまんがた」で、東京臨海副都心が東京都策定で7番目の副都心にあたることに由来する。

## 概要
本形式は車体・車内設備・運転台・主要機器・台車など基本的な設計はJR東日本209系電車に準じた仕様で製造された。これは定期検査をJR東日本東京総合車両センター（旧・大井工場）に委託しており、互換性のあるJR東日本の車両をベースにすることで、新造・保守費用の節減を狙ったためである。なお、大崎開通前は新木場駅から京葉線との連絡線を通り、新木場駅 - （京葉線） - 蘇我駅 - （外房線・総武快速線） - 錦糸町駅 - （中央・総武緩行線） - 御茶ノ水駅 - （中央快速線） - 新宿駅 - （山手貨物線・現在の湘南新宿ライン） - 大崎駅のルートで回送されていた。
なお、本形式はJR東日本209系電車同様、現在は新保全体系（月検査・年検査に該当する機能保全・重要部検査に該当する指定保全・装置保全・全般検査に該当する車体保全）によって定期検査が実施されている。

## 車両概説
本項では、特記のない限り落成時の仕様について述べる。

### 車体
車体は軽量ステンレスを採用し、前頭部は丸みを帯びたFRP製カバーで覆う構造を採用し、モダンで暖かみのあるデザインをめざした。新造にあたり「臨海副都心にふさわしい外観と室内デザイン」「乗客サービスの充実を図る」「保守の低減を図る」点を主要方針とした。車体構造は209系に準じた構造であるが、外板の厚さが209系のt=1.2mmに比べて0.3mm厚いt=1.5mmを確保した。
外板仕上げは209系の全面つや消し（ダルフィニッシュ）仕上げに対し、本形式では幕板外板（上部）と腰板外板（下部）には光沢（ベルトグラインド）仕上げを採用している（それ以外はつや消し仕上げ）。車体側面には臨海副都心の海と緑地を表現した「マリンブルー」と「ターコイズグリーン」のラインカラーを配しているほか、車両の前面と側面には「TWR」のロゴマークを配置した。

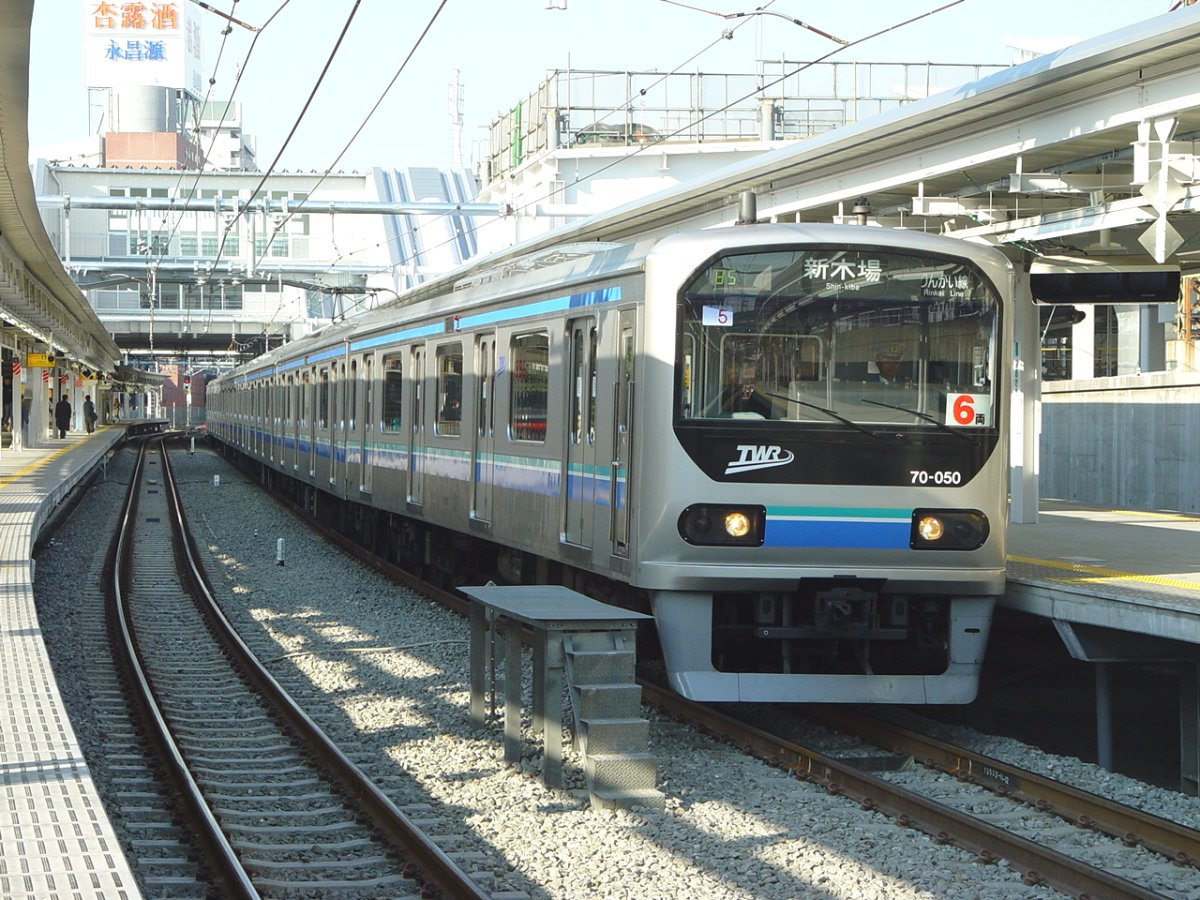
2004年10月まで存在した6両編成。前面窓に「6両」と書かれたプレートが掲げられていた。（2002年12月28日 大崎駅）

70-000形のLED式行先表示器

### 室内
客室内は川崎重工業製の209系をベースとしたもので、FRP製の内装材を主体に製作されている。内装はクリーム色の内装材に、妻面と袖仕切にはベージュ系の木目柄と209系とは異なる色調でまとめられた。座席モケットは碧緑色とし、座席端の袖仕切りの形状やドア間の座席に配置される握り棒の本数にも差異がある。車椅子スペースは先頭車の連結面側に設置している。
209系ではステンレス無塗装仕上げであった客用側扉部分は化粧板仕上げとされ、ドアガラスは初期車では金属支持の押さえ金方式だが、2002年以降の増備車はJR標準タイプの接着式・ボンディング式に変更することでコストダウンと室内側のドアとガラス部の段差を解消させた。ドアエンジンは後の増備車も含めて209系1・2次車と同じ空気式が採用されている。また、車両間の貫通扉は電動車ユニット両端ではなく電動車ユニットの中間に設置されている。
側窓は可視光透過率41%のグレーに着色された熱線吸収ガラスを使用しており、カーテンの設置を省略している。各客用ドア間の大窓は1枚の固定窓となっていた。209系の車両故障の際、室内換気に問題があったことから、2006年8月より大型窓の開閉ができるように順次改造された。冷房装置は集中式の能力48.8 kW（42,000kcal/h）装置を搭載している。車端部の小窓は開閉可能な下降窓構造となっている。
2006年（平成18年）7月頃より、これまで車端部の3人掛け座席の一部にあった優先席を全車両に拡大するとともに、付近のつり革は「りんかい線」をイメージさせるスカイブルーのものに交換した（後にJR車と同様の黄色タイプに再交換されている）。さらに「携帯電話のマナー」についての注意書きステッカー（JRと同仕様）も貼り付けした。
また、痴漢被害対策として、2009年頃からJR所属車に防犯カメラが設置されたのを受け、本系列でも1号車に設置が行われた。
乗務員室・運転台の配置は209系とほぼ同様である。マスコンハンドルは左手操作式を採用している。乗務員室背面仕切壁は運転席背後は非常救出口、中央に大窓、助手席側に仕切扉窓を配置する構造を採る。

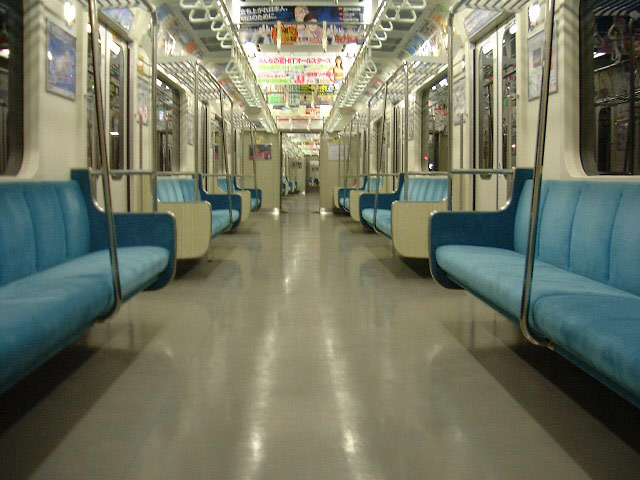
車内の様子（2002年5月25日）
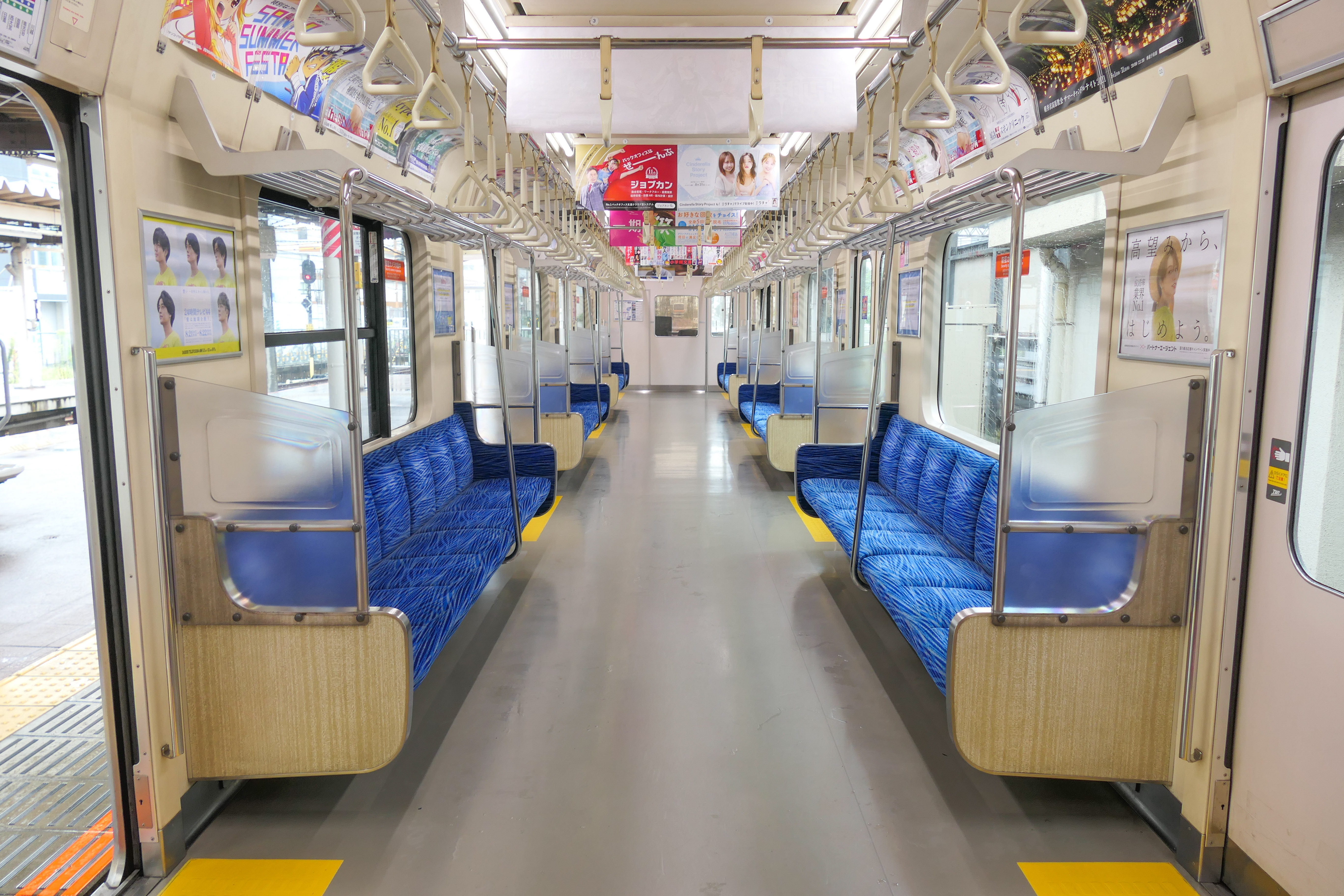
車内の様子（座席交換後）
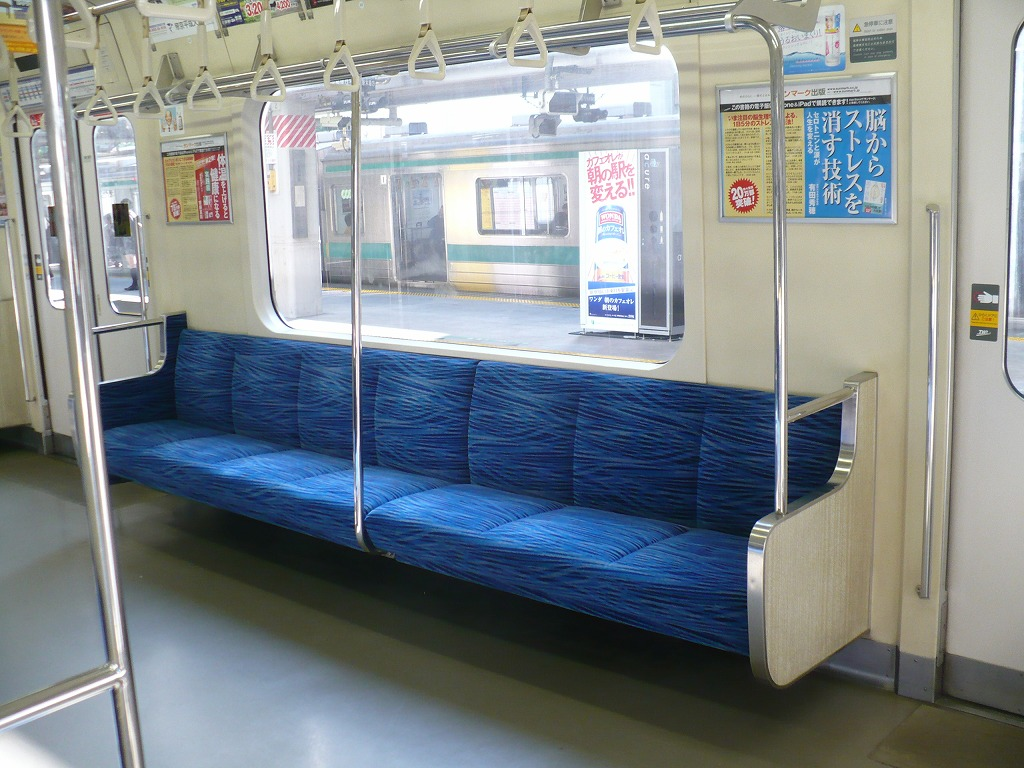
交換された座席表地
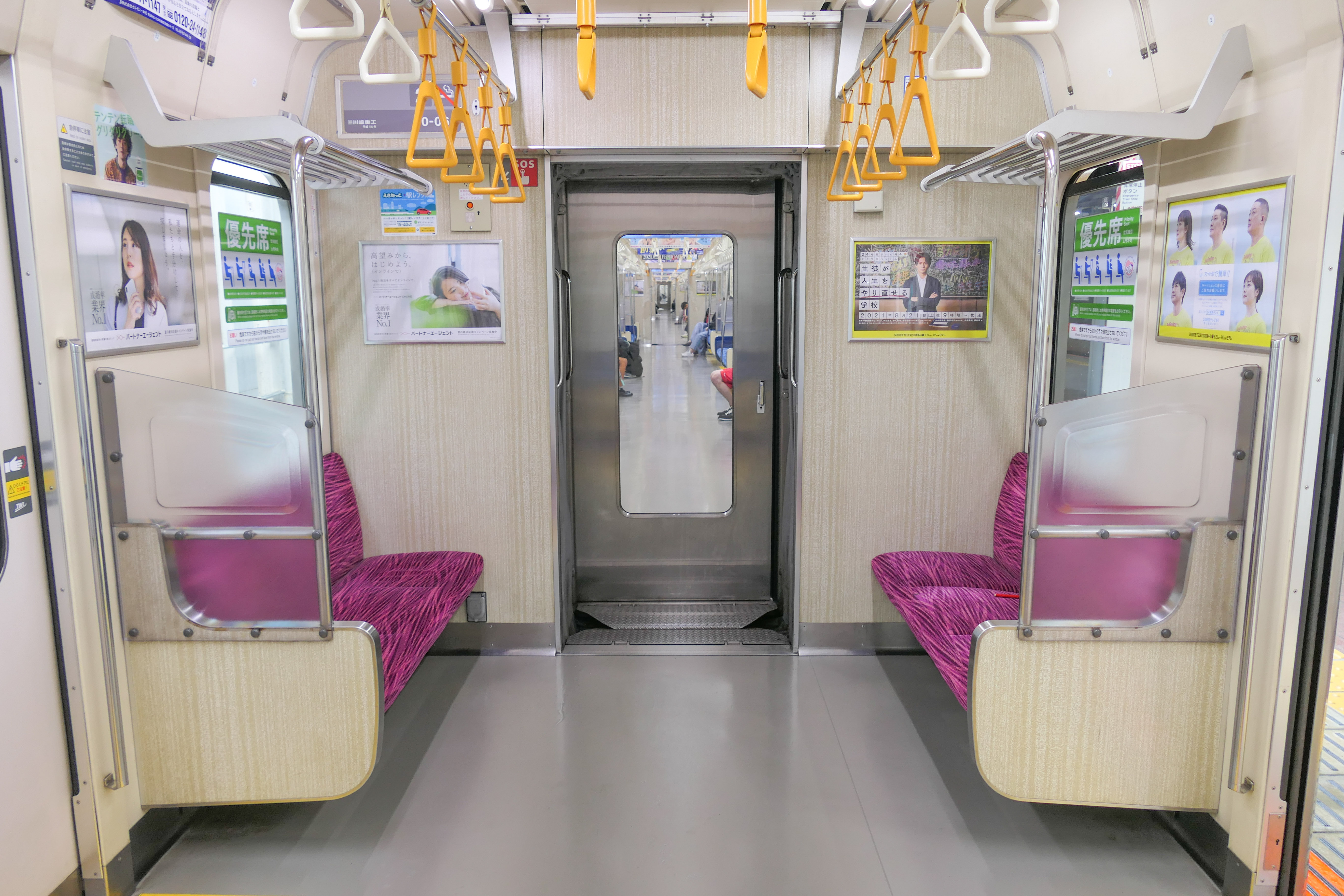
車端部優先席
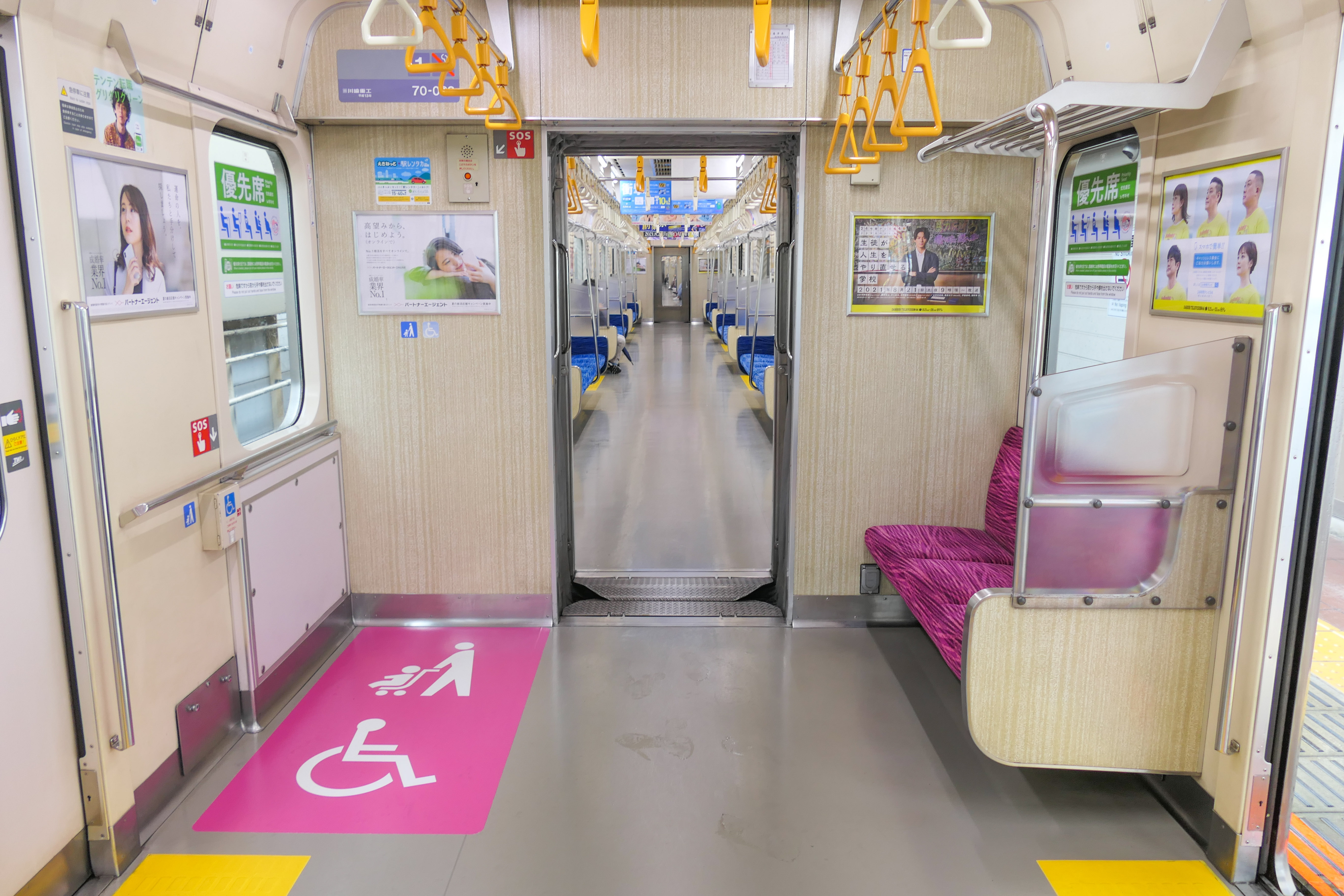
車端部優先席・車椅子スペース
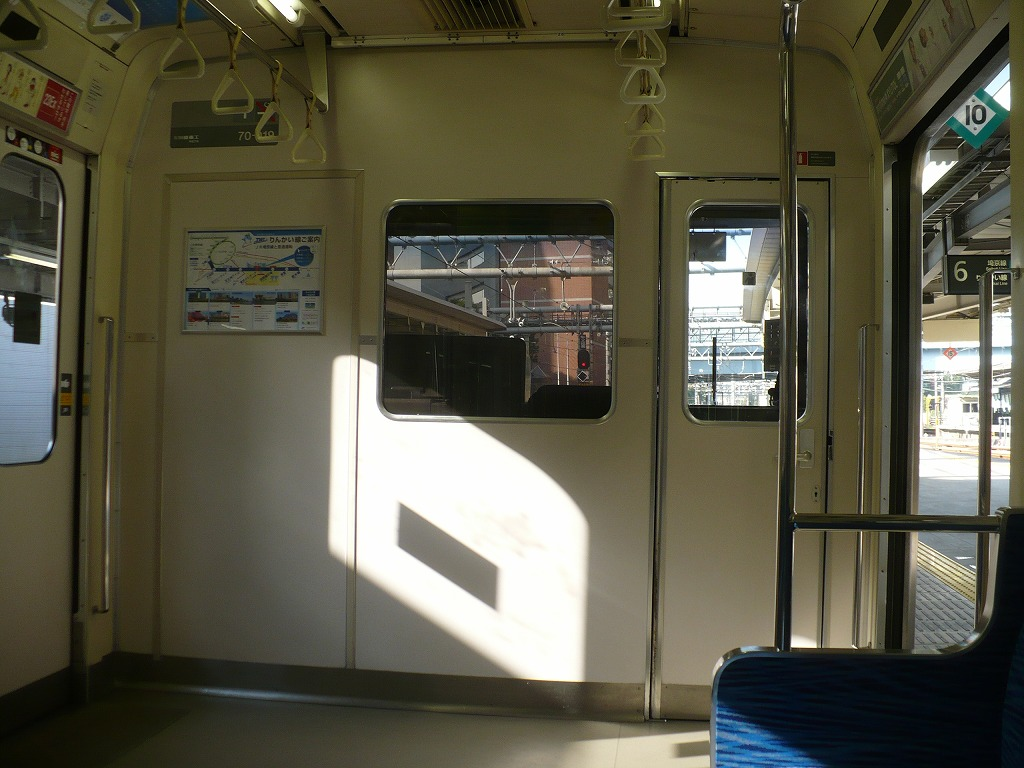
乗務員室背面仕切壁部
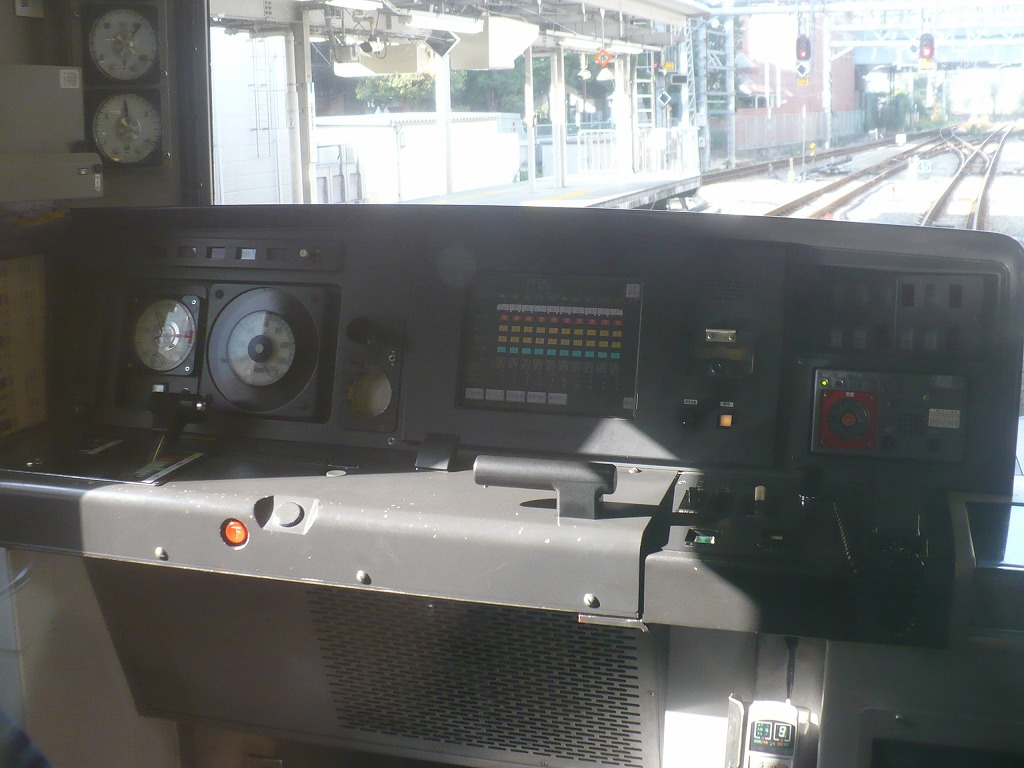
運転台
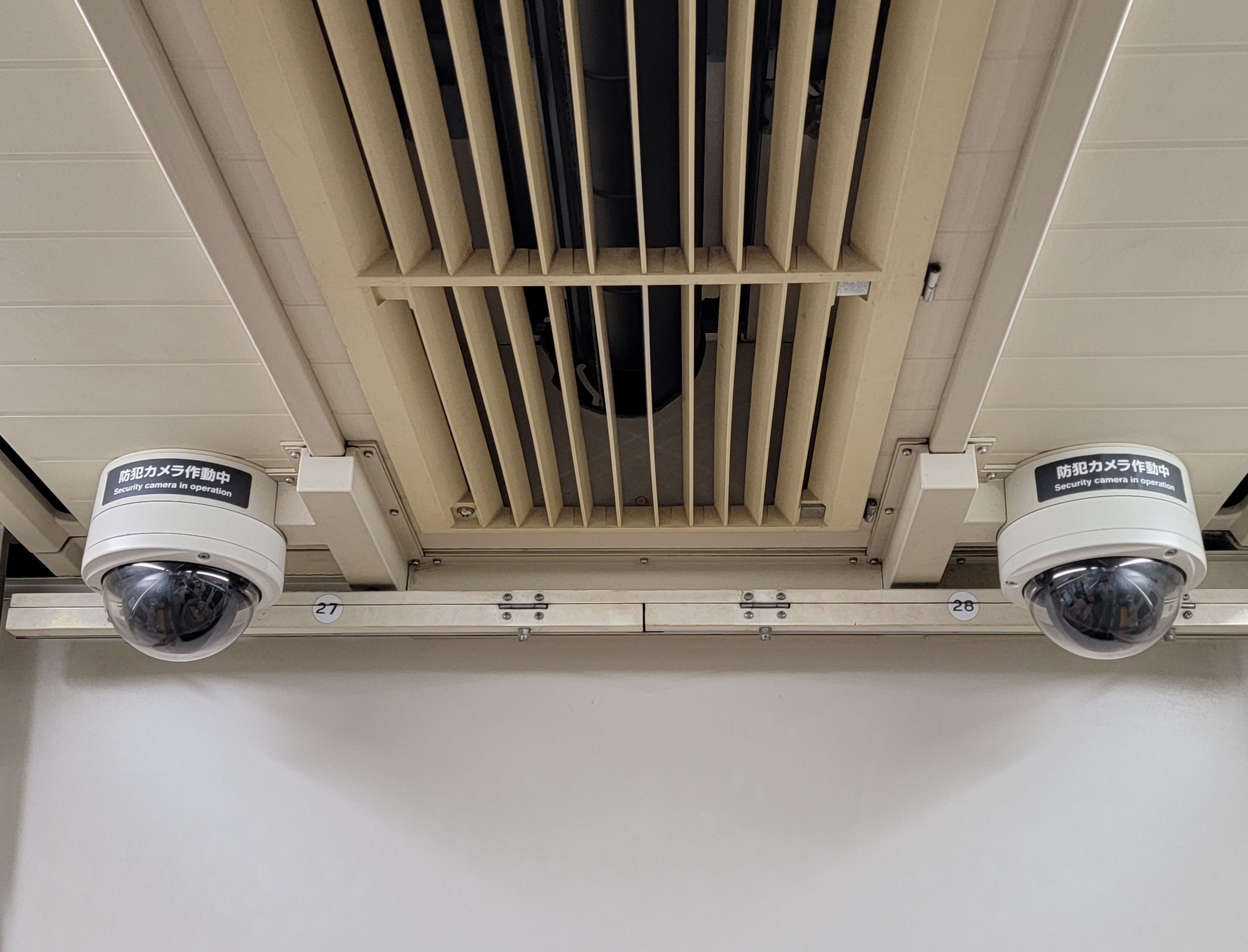
車内防犯カメラ（2021年10月）

### 案内機器
落成当初の行先表示器は字幕式であった。表示内容は京浜東北線・根岸線で運用されていた209系のように前面右上には路線名が表示されている。臨海副都心線時代は「臨海副都心線」で、りんかい線に愛称変更してからりんかい線内のみでの運用は「りんかい線」、埼京線直通および埼京線内での運用は「りんかい線⇔埼京線」と表示されていたが、その後りんかい線内のみでの運用でも「りんかい線⇔埼京線」と表示されている。
また、前面右上に表示自体がないか路線表示をしない205系と行先表示器の表示内容を合わせるため、後にLED式に変更された行先表示器にも「埼京線」「りんかい線」「埼京線直通」「りんかい線直通」などと表示されている。なお、かつて幕式だった編成は側面行先表示器の地色が青色で、また駅名表記は「天王洲アイル」で異なる書体を使用していたほかは、JR東日本と同一の国鉄書体を使用していた。
案内機器として客用ドア上部には案内表示器とドアチャイムを装備している。
2009年3月からは全編成の客用ドア上部のLED案内表示器に以下の機能が付加された。
- 駅到着前に「まもなく○○」と表示
- 列車運行情報の表示（遅延などがない場合は表示されない）

例：「次は新木場」→「Next Shin-kiba」→「次はシンキバ」→（列車運行情報スクロール表示）
2017年2月から、順次LCDが設置されたほか、2019年6月、Z8編成を皮切りに順次自動放送装置を新設しており、LCDの表示内容の更新も行われた。

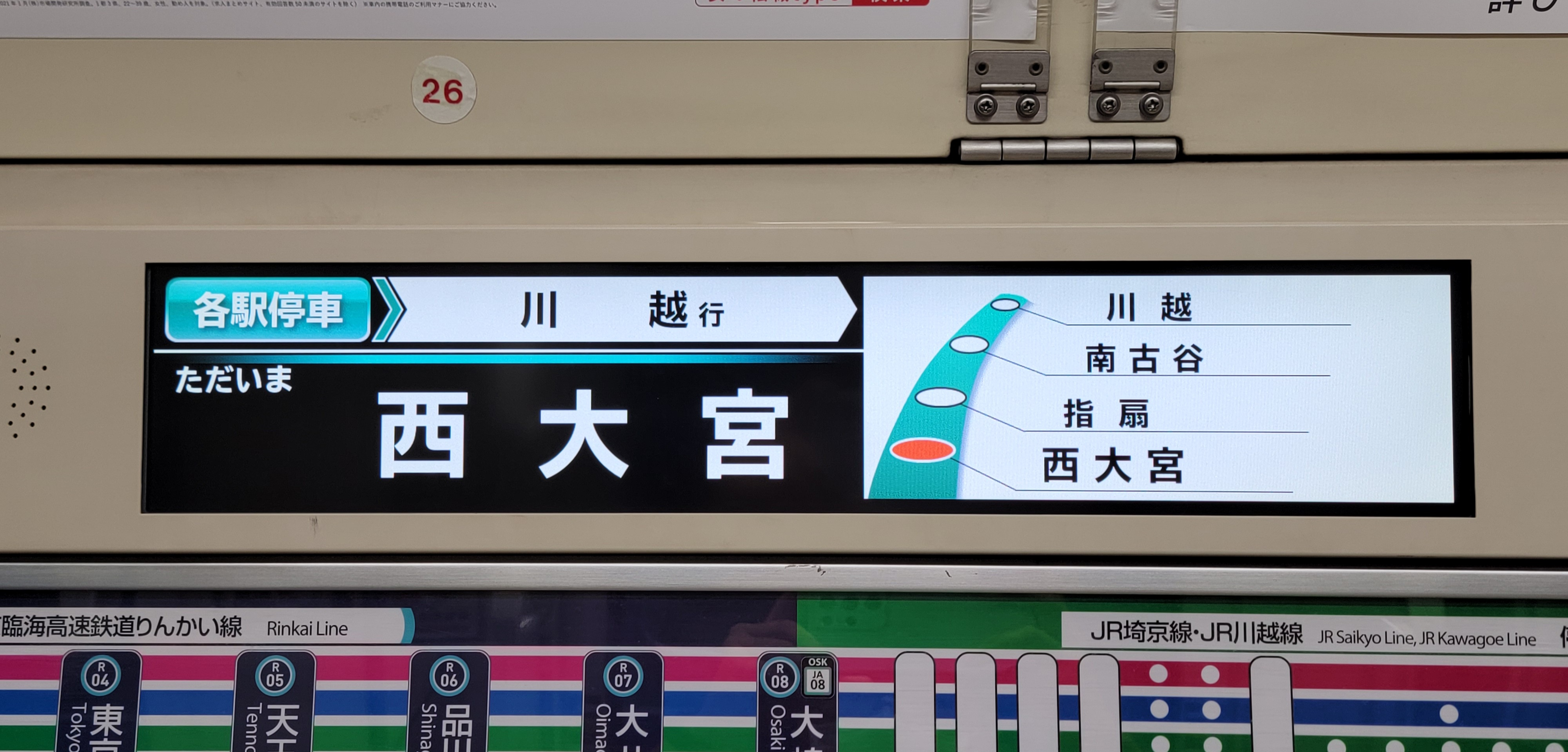
更新後のLCD式車内案表示器（2021年8月）

### 走行機器
走行機器類は209系と基本的に同一構造で、起動加速度はMT比に関係なく4両・6両・10両編成とも2.5km/h/sに統一されている。なお、6両・10両編成ではVVVFインバータ装置内に編成設定切り換えスイッチを設置しており、どの編成でも同一の起動加速度になるようにしている。
制御装置は、三菱電機製GTOサイリスタ素子によるVVVFインバータ制御（1C4M2群制御）を採用した。編成中の電動車（M）と付随車（T）の構成（MT比）は初期の4両編成で2M2T、現行の10両編成で6M4Tとしている。これは、りんかい線の勾配区間での故障編成の押し上げや電動車1ユニットカット時の運転継続を考慮しているため。

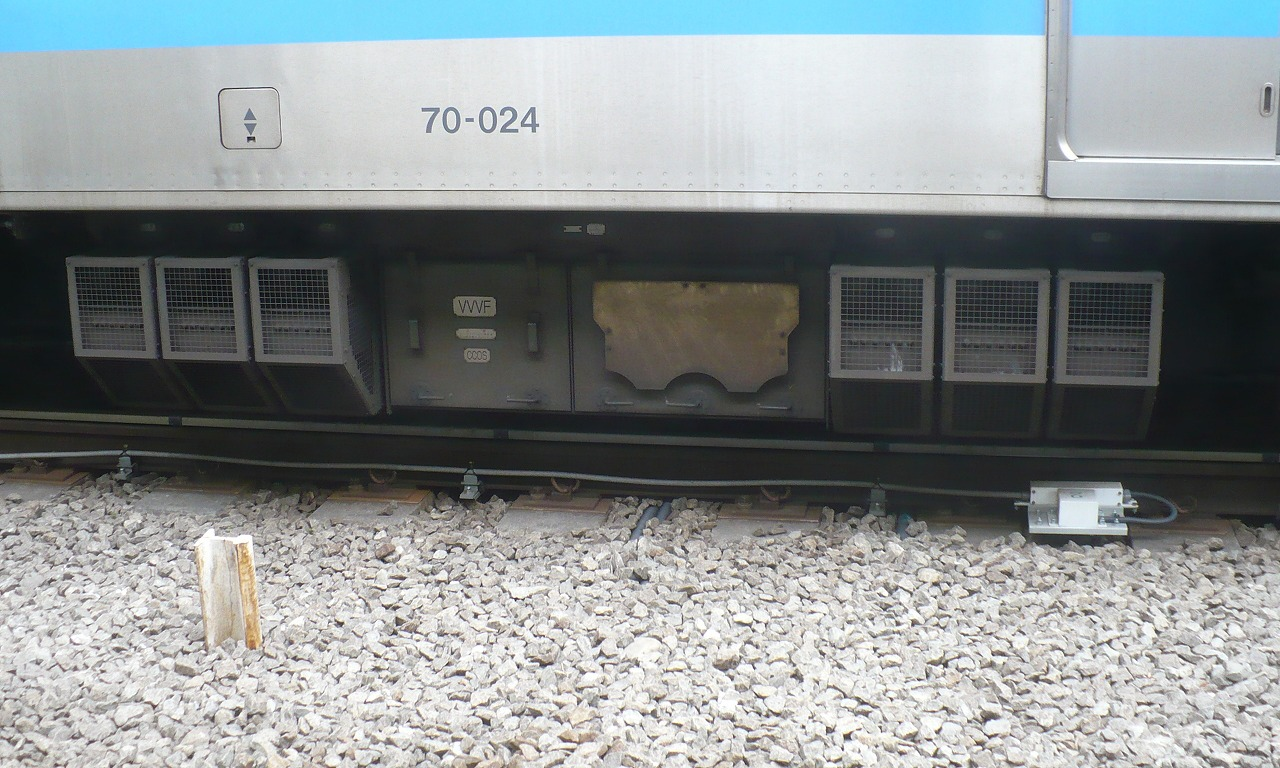
VVVFインバータ装置（MAP-108-15V57形）
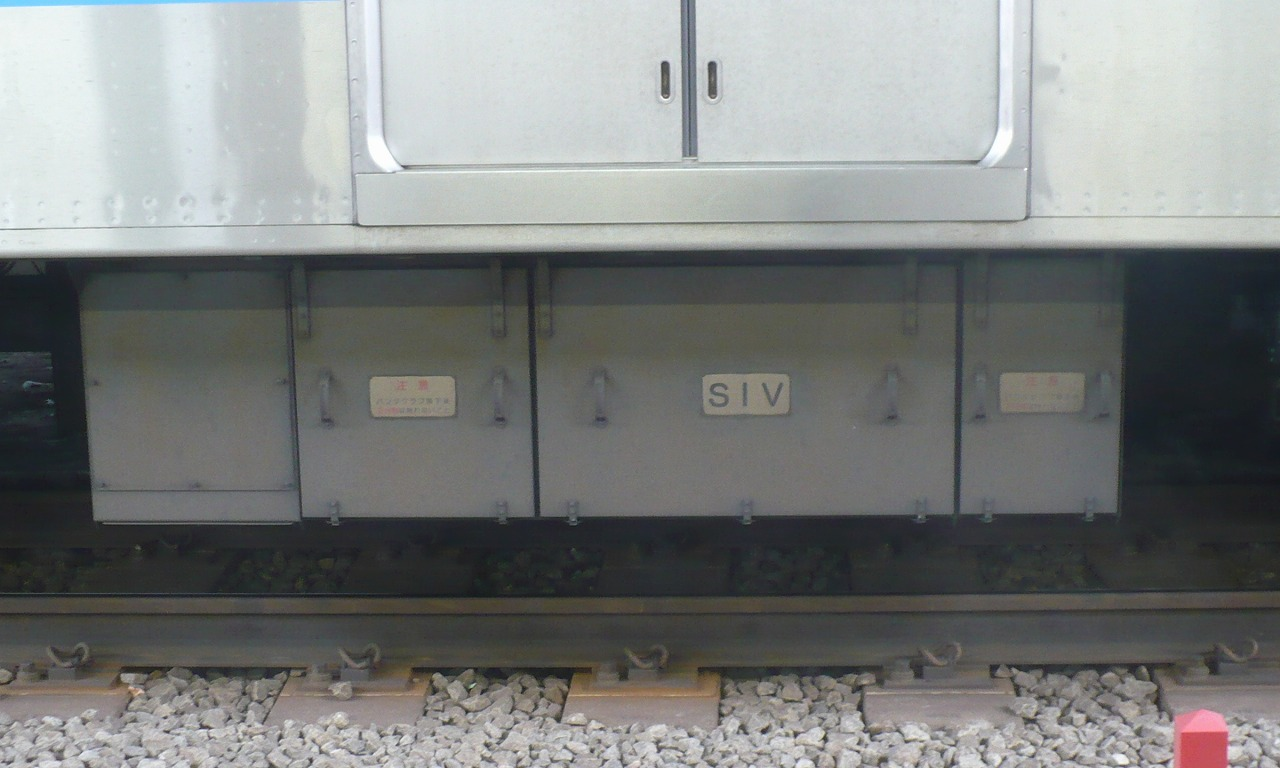
静止形インバータ装置（SVH210-4007B形）
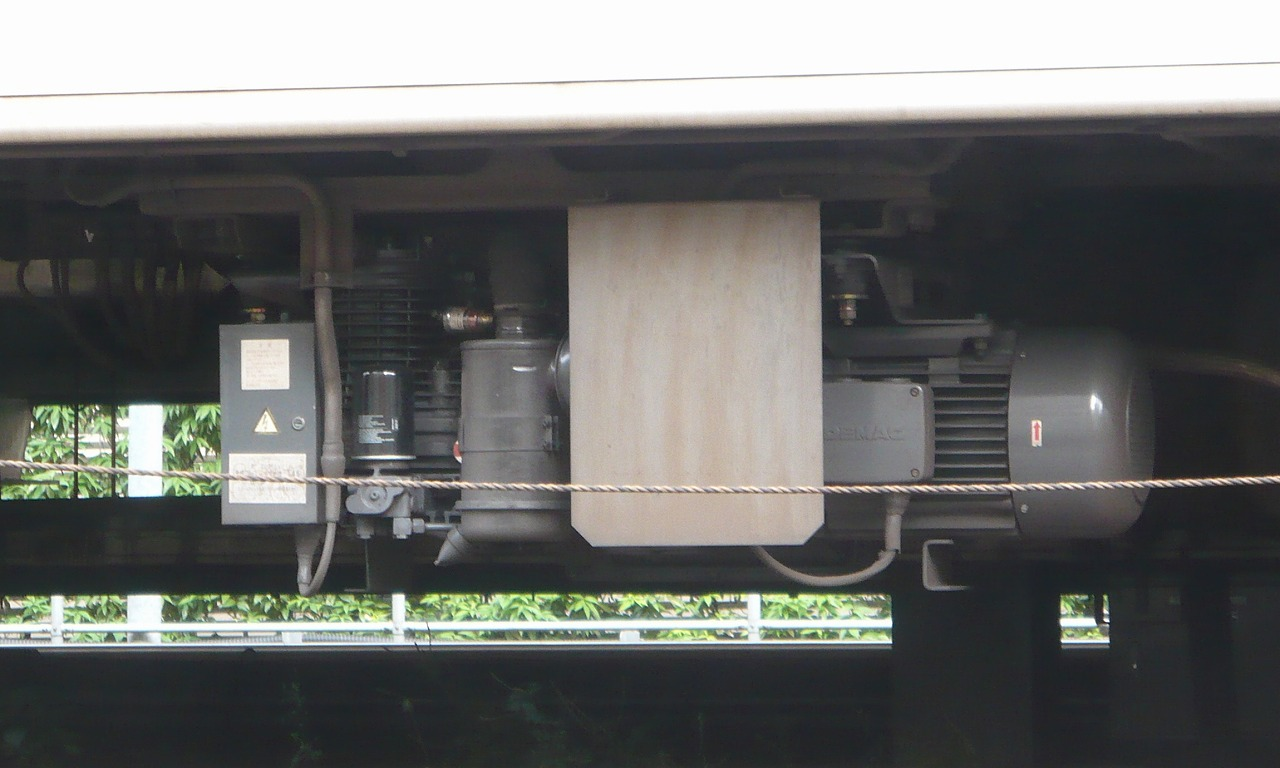
スクリュー式空気圧縮機（SL22-4形）
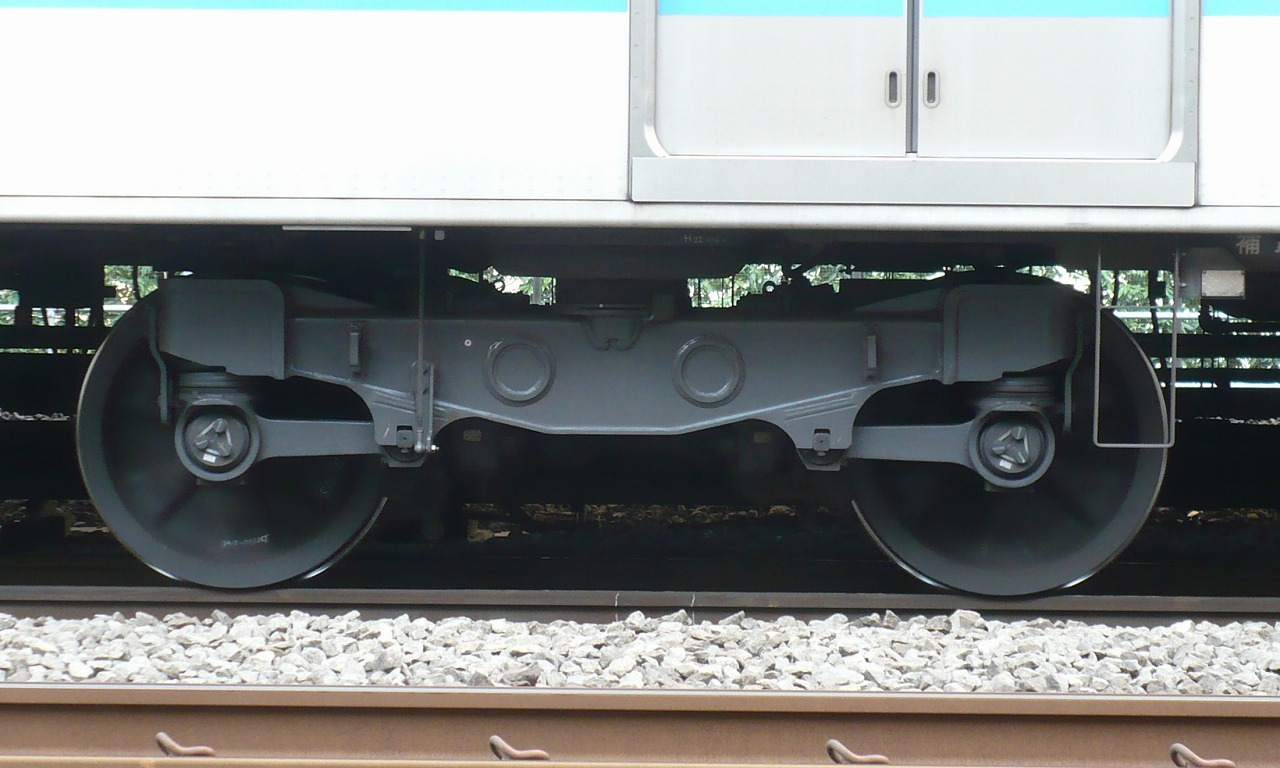
KW151形動力台車
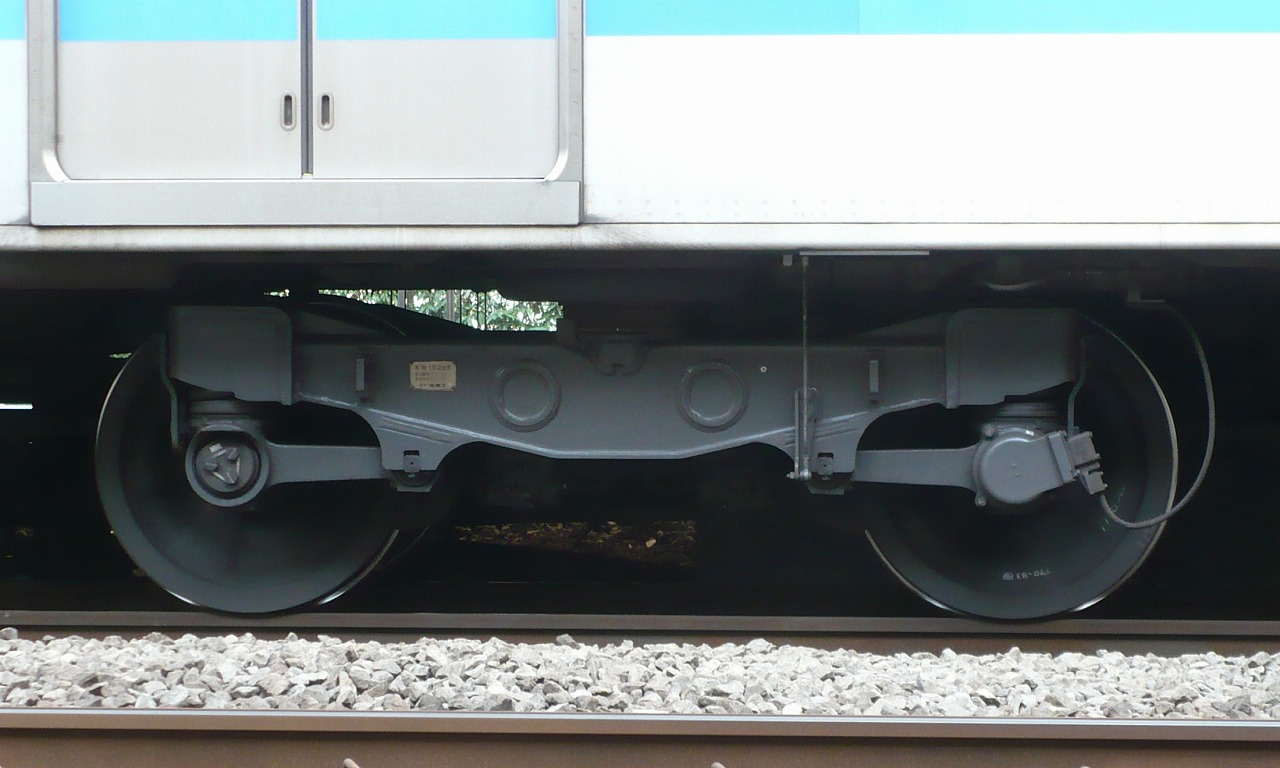
KW152形付随台車

主電動機は三菱電機製の95kW出力かご形三相誘導電動機で、初期車はMB-5068-A形またはB形（MT68形と同一品）を、2002年に増備された車両では騒音低減と保守低減を目的に一部構造を変更したMB-5068-C形（MT73形と同一品）が使用されている。
ブレーキ装置は回生ブレーキ併用の電気指令式空気ブレーキで、T車遅れ込め制御を行い、直通予備ブレーキと耐雪ブレーキを有する。力行・常用ブレーキ指令ともに制御伝送装置を用いたデジタル指令による制御伝送を行っている。各機器は制御伝送装置によって管理されており、ソフトウェアはJR東日本の新系列車両と同じMON8形が使用されている。
パンタグラフは4両編成時代のM1車は2基を搭載していたが、6両編成化または10両編成化後は1基が撤去されている。補助電源装置は東洋電機製造製の210kVA出力静止形インバータ（SIV）を採用している。空気圧縮機はクノールブレムゼ社製のスクリュー式CPを搭載している。
台車は川崎重工業製の軸梁式ボルスタレス台車を使用しており、動力台車はKW151形、付随台車はKW152形と称する。
保安装置はATS-PとATC-6型を搭載している。1996年（平成8年）の開業当初は可搬型のATS-SNも使用できるようになっていたが、八潮車両基地の竣工と埼京線乗り入れに合わせて撤去され、ATCに置き換えられた。

## 編成
車両番号のうち、ハイフン前の「70」は系列を、ハイフン以降の3桁のうち上2桁で編成番号、下1桁で編成内の順位を表す。同様の付番方式は東京都交通局10-000形電車などにも見られる。
編成は下表の通り。
|          | （りんかい線内基準）← 新木場大崎・川越 → |        |        |        |        |        |        |        |        |        |
| 号車     | 10                                       | 9      | 8      | 7      | 6      | 5      | 4      | 3      | 2      | 1      |
| 車両番号 | 70-xx0                                   | 70-xx1 | 70-xx2 | 70-xx3 | 70-xx4 | 70-xx5 | 70-xx6 | 70-xx7 | 70-xx8 | 70-xx9 |
| 車種     | Tc2A                                     | M1A    | M2A    | T2A    | M1A    | M2B    | T2A    | M1A    | M2A    | Tc2B   |

- M1Aに制御装置、M2Aに空気圧縮機と静止形インバータ、M2Bには空気圧縮機のみを搭載している。
- 号車番号は埼京線の205系に合わせており、車両番号の末尾9の車両が1号車、末尾0の車両が10号車。
- 4両編成の編成構成は、車両番号の末尾3 - 8を欠番としたTc2A -  M1A - M2A - Tc2B。また、6両編成は車両番号の末尾3 - 6を欠番としたTc2A - M1A - M2A - M1A - M2A - Tc2Bの構成で、車両番号は製造当初から10両編成化を見越して付番されていた。以下に6両編成、4両編成の構成を示す。

|          | ← 新木場大崎 → |        |        |        |        |        |
| 号車     | 6              | 5      | 4      | 3      | 2      | 1      |
| 車両番号 | 70-xx0         | 70-xx1 | 70-xx2 | 70-xx7 | 70-xx8 | 70-xx9 |
| 車種     | Tc2A           | M1A    | M2A    | M1A    | M2A    | Tc2B   |

|          | ← 新木場大崎 → |        |        |        |
| 号車     | 4              | 3      | 2      | 1      |
| 車両番号 | 70-xx0         | 70-xx1 | 70-xx2 | 70-xx9 |
| 車種     | Tc2A           | M1A    | M2A    | Tc2B   |

## 製造

### 臨海副都心線開業用
1996年（平成8年）の臨海副都心線開業用として1次車の4両編成4本（01 - 04編成、計16両）を製造。うち02・03編成はJR東日本が管理していたが、 臨海副都心線開業用として車体デザインはそのままとし、東京臨海高速鉄道に譲渡された。
| 編成 | 70-000（Tc） | 70-001（M） | 70-002（M） | 70-009（Tc） | 新製           |
| ---- | ------------ | ----------- | ----------- | ------------ | -------------- |
| Z1   | 010          | 011         | 012         | 019          | 1995年11月22日 |
| Z2   | 020          | 021         | 022         | 029          | 1995年12月6日  |
| Z3   | 030          | 031         | 032         | 039          | 1996年3月15日  |
| Z4   | 040          | 041         | 042         | 049          | 1996年3月17日  |

### 1999年の増発用
1999年（平成11年）の列車増発のため2次車の4両編成1本（05編成）を増備し、4両編成5本（計20両）体制となる。
| 編成 | 70-000（Tc） | 70-001（M） | 70-002（M） | 70-009（Tc） | 新製          |
| ---- | ------------ | ----------- | ----------- | ------------ | ------------- |
| Z5   | 050          | 051         | 052         | 059          | 1999年2月18日 |

### 天王洲アイル延伸開業用
2001年（平成13年）3月31日の天王洲アイル駅延伸開業に伴い3次車の4両編成1本（06編成）を増備し、4両編成6本（計24両）体制となる。この車両から側面・前面の行先表示器が幕式からLED式に変更された。
| 編成 | 70-000（Tc） | 70-001（M） | 70-002（M） | 70-009（Tc） | 新製          |
| ---- | ------------ | ----------- | ----------- | ------------ | ------------- |
| Z6   | 060          | 061         | 062         | 069          | 2001年1月26日 |

### 大崎延伸開業用

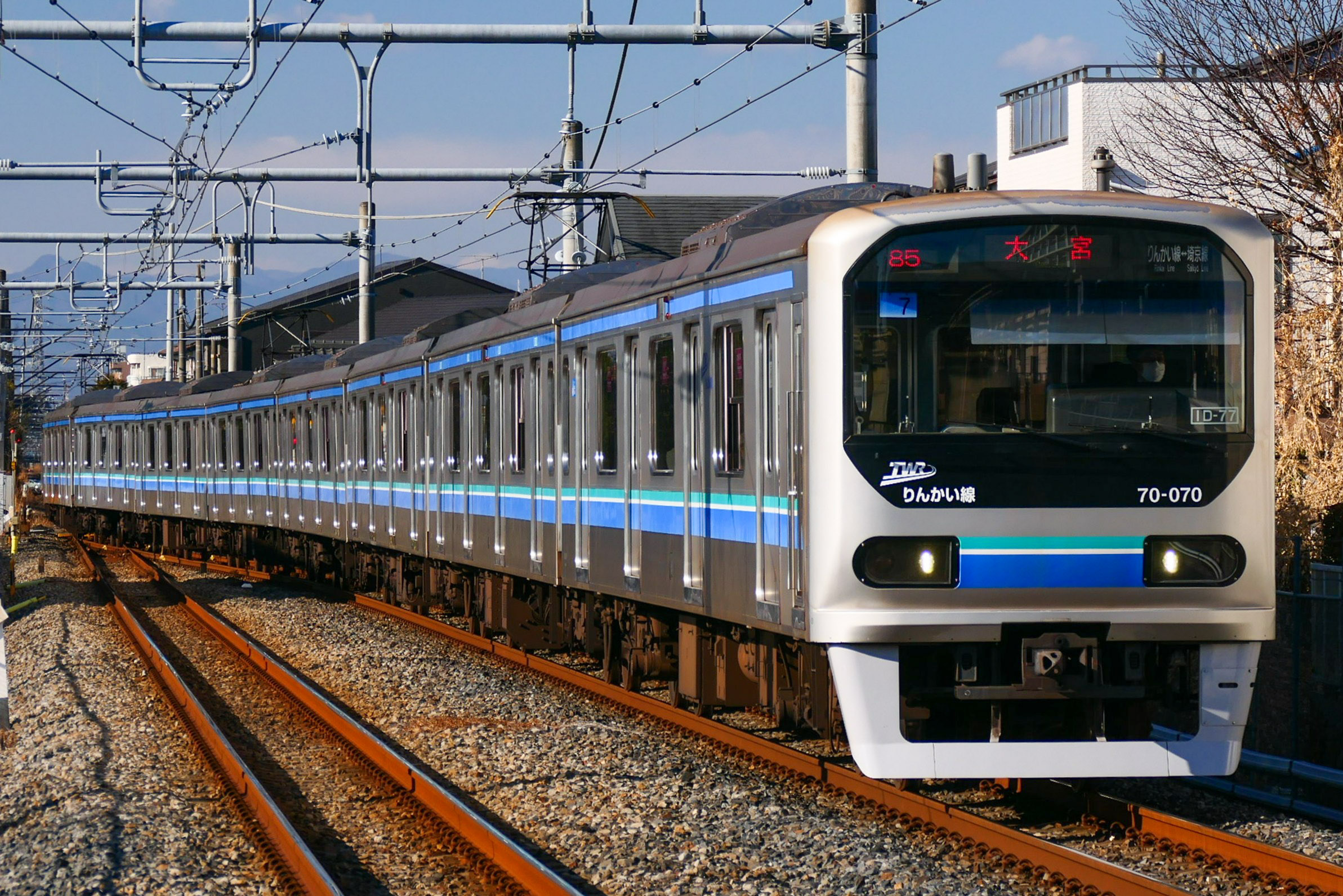
2002年に製造された07編成

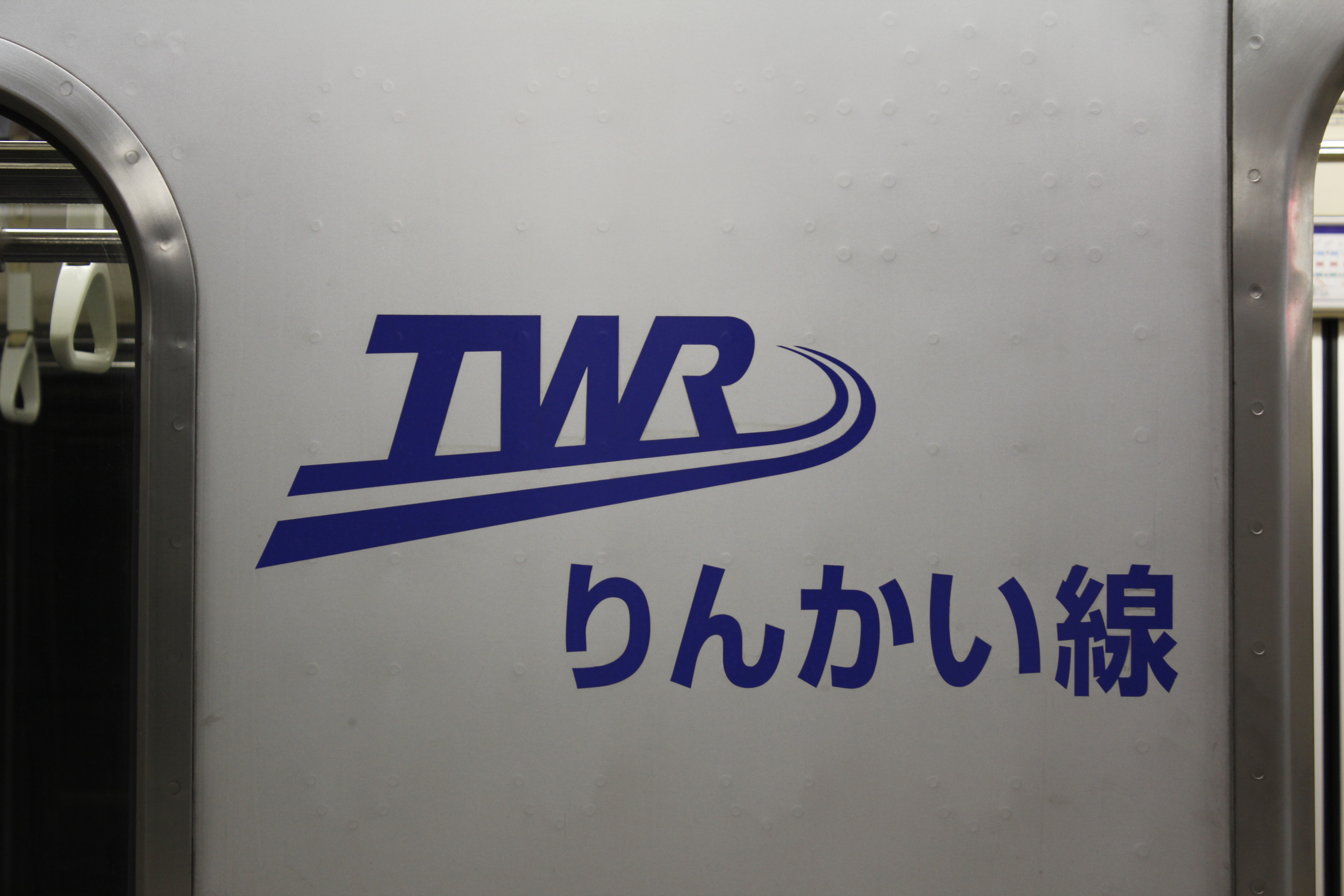
2002年に製造された車両よりTWRの下に『りんかい線』の文字が追加された。

2002年（平成14年）12月1日の大崎駅（全線）開業用として4次車の10両編成4本（07 - 10編成、計40両）と増結用の中間車（車両番号末尾7・8のM1A-M2A×5, 末尾3 - 8のT2A-M1A-M2B-T2A-M1A-M2A×1）16両の計56両を製造した。既存の4両編成6本のうち5本（01 - 05編成）を6両編成に、1本（06編成）を10両編成にそれぞれ組み替えると同時に、既存M1車のパンタグラフを1基撤去し、新製車に転用。これにより、10両編成5本（計50両）と6両編成5本（計30両）の合計80両体制となる。
この時に増備された車両は側面の社名ロゴ表記を従来の「TWR」から「TWR りんかい線」としたため容易に判別できる。10両編成は埼京・川越線乗り入れ用に、6両編成は線内運用に使われ、先頭車の前面右中央に「6両」の編成札を掲出していた。また、この際の編成組み替えに併せ、行先表示器が幕式だった1999年登場までの5本のうち、組み替え後も残った3本の先頭車は行先表示器をLED式に取り替えるとともに埼京線の205系も含めて線名・行先の交互表示を開始した。
なお、新規に製造された10両編成4本は車内客用ドアのガラスが元になった209系と同じ接着式に（ただしドア内側の化粧板は省略されていない）、ドア上部のLED式案内表示器が千鳥配置となったほか、吊革の持ち手の部分がE231系や東京メトロの車両と同じ丸みを帯びた形状に変更された。なお、同編成以降に製造した既存編成の中間増結用は、ドアガラスの変更のみで後者2点の変更はされていない。なお、増結車もロゴマークは新表記となっている。
この時点ではJR東日本では209系の製造を終了し、後継車種であるE231系の製造に移行しており、E231系ベースの車両について検討されたが、本形式では既存編成への車両組み込みや検修作業時の作業を統一する観点から209系に合わせた仕様を踏襲した。
| 編成 | 70-000（Tc） | 70-001（M） | 70-002（M） | 70-003（T） | 70-004（M） | 70-005（M） | 70-006（T） | 70-007（M） | 70-008（M） | 70-009（Tc） | 新製           |
| ---- | ------------ | ----------- | ----------- | ----------- | ----------- | ----------- | ----------- | ----------- | ----------- | ------------ | -------------- |
| Z7   | 070          | 071         | 072         | 073         | 074         | 075         | 076         | 077         | 078         | 079          | 2002年8月30日  |
| Z8   | 080          | 081         | 082         | 083         | 084         | 085         | 086         | 087         | 088         | 089          | 2002年9月13日  |
| Z9   | 090          | 091         | 092         | 093         | 094         | 095         | 096         | 097         | 098         | 099          | 2002年10月11日 |
| Z10  | 100          | 101         | 102         | 103         | 104         | 105         | 106         | 107         | 108         | 109          | 2002年11月1日  |
| －   |              |             |             | 063         | 064         | 065         | 066         | 067         | 068         |              | 2002年11月21日 |
| －   |              |             |             |             |             |             |             | 017         | 018         |              | 2002年9月19日  |
| －   |              |             |             |             |             |             |             | 027         | 028         |              | 2002年10月4日  |
| －   |              |             |             |             |             |             |             | 037         | 038         |              | 2002年10月16日 |
| －   |              |             |             |             |             |             |             | 047         | 048         |              | 2002年10月25日 |
| －   |              |             |             |             |             |             |             | 057         | 058         |              | 2002年11月6日  |

### 全編成10両編成化用
2004年（平成16年）10月16日のダイヤ改正に併せて全編成の10両編成化を実施。5次車として付随車2両×3本を増備して6両編成5本のうち2本（02・03編成）の編成を解き、電動車ユニット2両を残りの3本（01・04・05編成）に1組ずつ、付随車（末尾3・6）を各編成に2両ずつ組み込み、埼京・川越線乗り入れ対応工事を施工した上で新たに10両編成3本（新01 - 03編成）に組成した。
| 編成 | 70-003（T） | 70-006（T） | 新製           |
| ---- | ----------- | ----------- | -------------- |
| －   | 013         | 016         | 2004年10月13日 |
| －   | 023         | 026         | 2004年10月6日  |
| －   | 033         | 036         | 2004年10月2日  |

## 改造工事・改番

### 全編成10両編成化に伴う改番
2004年の全編成10両編成化に伴う組成変更で16両に対して改番が実施され、10両編成8本の計80両体制となった。改番の状況は下表に示した（※は2代目の同番車）。余剰車6両はJR東日本に譲渡され、八高・川越線用の209系3100番台となった。
|            |        | （りんかい線内基準）← 新木場大崎・川越 → |              |              |              |        |         |         |         |
| 新01編成   | 旧番号 |                                          |              |              | 70-021       | 70-022 |         |         |         |
| 新01編成   | 新番号 | 70-014                                   | 70-015       |              |              |        |         |         |         |
| 新02編成   | 旧番号 | 70-040                                   | 70-041       | 70-042       | 70-031       | 70-032 | 70-047  | 70-048  | 70-049  |
| 新02編成   | 新番号 | ※70-020                                  | ※70-021      | ※70-022      | 70-024       | 70-025 | ※70-027 | ※70-028 | ※70-029 |
| 新03編成   | 旧番号 | 70-050                                   | 70-057       | 70-058       | 70-051       | 70-052 |         |         | 70-059  |
| 新03編成   | 新番号 | ※70-030                                  | ※70-031      | ※70-032      | 70-034       | 70-035 | ※70-039 |         |         |
|            |        | ← 川越高麗川・八王子 →                   |              |              |              |        |         |         |         |
| ハエ71編成 | 旧番号 | 70-020                                   |              |              | 70-029       |        |         |         |         |
| ハエ71編成 | 新番号 | クハ209-3101                             | クハ208-3101 |              |              |        |         |         |         |
| ハエ72編成 | 旧番号 | 70-030                                   | 70-027       | 70-028       | 70-039       |        |         |         |         |
| ハエ72編成 | 新番号 | クハ209-3102                             | モハ209-3102 | モハ208-3102 | クハ208-3102 |        |         |         |         |

### デジタル無線の設置
乗入れ先のJR線内で列車無線設備の更新が行われるのにあわせ、2006年（平成18年）び06編成にデジタル無線装置を先行して設置。他の編成も2009年までに設置が完了している。

### 機器更新
本系列も1996年の製造から約14年が経過し、機器の更新時期に達したことから2011年度より定期検査の車体保全の施工にあわせて順次、機器更新工事を実施し、2018年度に完了した。更新対象機器は故障により列車運行に重大な支障が発生する可能性のある機器について更新を実施している。以下のスケジュールで実施された。
- 2010年度：第1編成
- 2011年度：第2編成
- 2013年度：第3編成[11]
- 2015年度：第6編成
- 2016年度：第7編成
- 2017年度：第8編成
- 2018年度：第9・10編成

施工内容は以下の通り。
- VVVFインバータ装置をIPM-IGBT素子を使用したMAP-108-15V218形に更新。
- 補助電源装置を待機2重系システムのIGBT素子使用の機器に更新。
  - なお、装置自体の大形化にともない、M2車に搭載していた蓄電池箱と整流装置をTc車に移設した。
- ブレーキ制御装置の更新。
- 保安装置のATS-P形装置の更新。
- 制御伝送装置（モニタ装置）の更新
- 前照灯をLEDへ更新

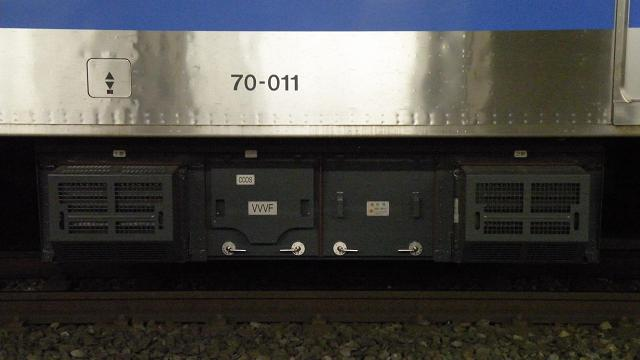
更新後のVVVFインバータ装置
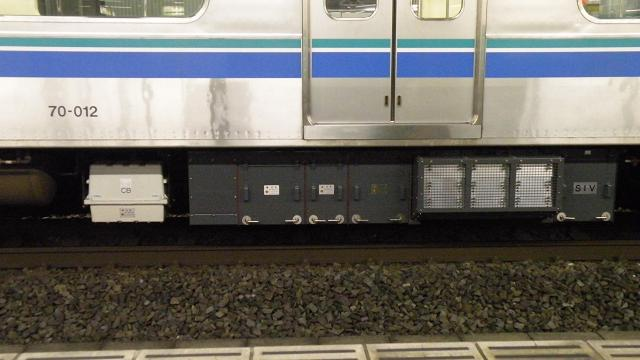
更新後の静止形インバータ装置

### ATACS搭載改造
2015年度より埼京線に導入されたATACSの取り付けが開始され、2016年度中に全編成が終えている。なお、ATS-PとATACSの切り替えは自動で行われるが、運転台右下の押しボタンにより手動で切り替えることもできる。

## 運用

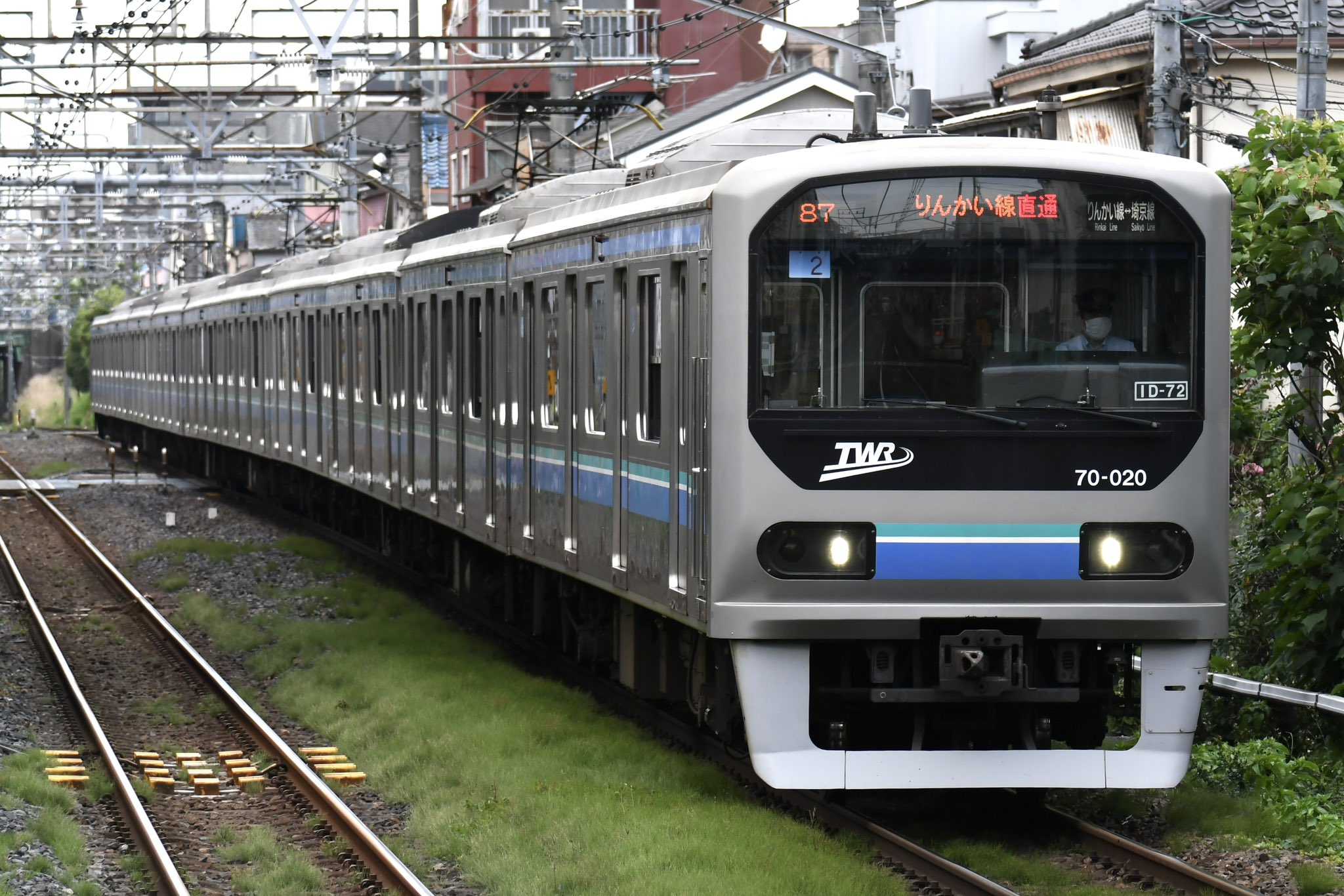
埼京線（赤羽線）内を走行する70-000形
（2023年6月16日 十条駅）

全編成東臨運輸区所属で、開業時は東京テレポート駅下り方の未開業部分を留置線として使用し、列車検査と車両清掃以外の車両基地業務（月検査と重要部・全般検査）をJR東日本に委託していた。2002年（平成14年）の八潮車両基地（東臨運輸区）竣工によってこのトンネル内留置は解消された。
りんかい線と乗り入れ先の埼京線・川越線大宮 - 川越間で運用されている。原則、運行番号が80・90番台の列車が70-000形充当列車だが、ダイヤ乱れ等で70-000形がJR車の代走をすることもある（その逆もあり）。
運用の関係でりんかい線に直通しない埼京線・川越線のみ運行する列車にも使用されている。なお、2022年3月12日現在、83運行で川越車両センターに入区して夜間滞泊し、平日土休日かかわらず翌日の91運行で出区する。
なお、りんかい線と同じく埼京・川越線と相互直通運転を行う相鉄線直通列車には充当されないため、大崎から西大井・相鉄線方面へは入線しない。
本系列は、製造から約30年が経過し、老朽化が進んでいることから、2025年度後半に新型車両である71-000形の導入が予定され、2027年度中に全編成が置き換えられる計画となっている。

## ラッピング・イベント車

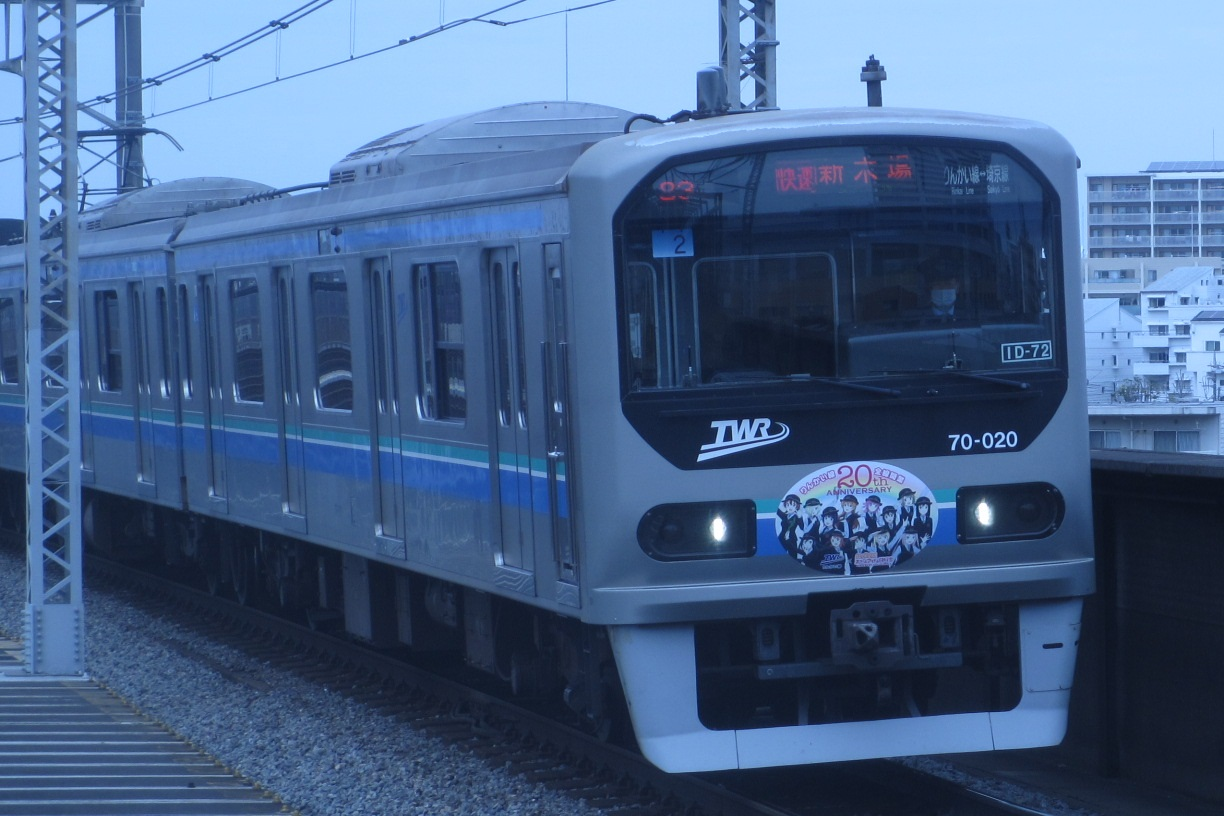
02編成 ニジガクHM（2023年3月）

- 2009年（平成21年） - 同年10月1日から2010年（平成22年）9月30日まで、03・06・08 - 10編成に「お台場電車」ラッピングを貼付[13]。
- 2022年（令和4年） - りんかい線全線開通20周年記念ヘッドマークステッカーを2編成に貼付。
  - 01編成 - マスコットキャラクター『りんかる』と70-000形のイラスト（同年10月1日から2023年3月31日まで）[14]
  - 02編成 - アニメ「ラブライブ!虹ヶ咲学園スクールアイドル同好会」コラボイラスト（同年12月24日から2023年3月31日まで）[15][16]

## 他社譲渡

### JR東日本
2004年のりんかい線全列車10両編成化に伴う組成変更で発生した余剰車6両（先頭車4両：70-020, 70-029, 70-030, 70-039、中間車：70-027, 70-028）はJR東日本が購入した上で改造を受け、JRが新造した中間車2両とともに「209系3100番台」（4両編成2本）とされ、改造後は八高線・川越線（八王子 - 高麗川 - 川越）で運用されていた。2022年1月に運用を終了している。
- JR東日本209系3100番台
- 側面に残る東京臨海高速鉄道の社紋の跡

### JR九州
本系列の先頭車10両（2両編成×5本）は九州旅客鉄道（JR九州）に譲渡、一部は電装化改造を施した上で筑肥線の筑前前原駅 - 西唐津駅間に導入し、同区間のワンマン列車用である103系1500番台を置き換える予定。